# Adolfsbergskyrkan
Adolfsbergskyrkan är en kyrkobyggnad  i stadsdelen Adolfsberg i Helsingborg. Den är församlingskyrka i Helsingborgs Gustav Adolfs församling i Lunds stift. Adolfsberg är granne med bostadsområdet Västergård och ligger cirka 2,5 km öster om Helsingborgs centrum. Namnet Adolfsbergs ursprung kommer från en större lantgård, belägen vid Södra Hunnetorpsvägen, som bar samma namn. 

## Kyrkobyggnaden
Kyrkan invigdes annandag påsk 1978 av biskop Olle Nivenius. Kyrkan ritades av Arton arkitektkontor genom Olof Tengroth och utfördes enligt med inspiration från den äldre klostertradition, bland annat genom sin öppna atriumgård i mitten. Till kyrkan finns en stor entrégrind i vilken ett Kristusmonogram finns avbildat. Kristusmonogrammet används även av Adolfsbergskyrkan som symbol. Det är när grinden är helt stängd som monogrammet framträder tydligt. 
Kyrkan är utförd i helsingborgstegel, med Kristussymboler ingraverade i femhundra av stenarna. Dessa symboliserar Jesus-orden om att om folket slutade ära honom skulle stenarna göra det. Byggnaden består till största delen av en byggnadskropp i en våning med plantak där taklisterna är markerade av kopparplåt. De enda byggnadsdelar som reser sig över den låga byggnadskroppen är församlingssalen i öster och klockstapeln i väster. Dessa två byggnadsdelar är också de enda vars tak är helt klädda i koppar. Församlingssalen utgörs av två motstående pulpettak, där det östra är något högre, vilket markeras ytterligare av ett uppskjutande ljusinsläpp.

## Inventarier
I kyrkoväggarna sitter 12 ljuspar med ett inristat kors vid fästet som symboliserar de tolv apostlarna. Altaret pryds av fem inristade kors, vilka symboliserar Jesu fem sår. Varje långfredag kläs altaret av och en ros placeras på varje kors. Altarkorset är utfört av konstnären Folke Truedsson. De fyra mässkrudarna finansierades av ihopsamlade pengar från den dåvarande syföreningen "Damklubben", som även sytt plaggen. Förutom detta har Damklubben genom sin verksamhet även samlat in pengar till dopfunten, julkrubban och Jesus-statyn.

### Orgel
Den nuvarande orgeln byggdes 1981 av Anders Persson Orgelbyggeri, Viken och är en mekanisk orgel.
| Huvudverk I   | Svällverk II      | Pedal      | Koppel |
| Fugara 8´     | Gedakt 8´         | Subbas 16´ | I/P    |
| Principal 4'  | Koppelflöjt 4'    | Gedakt 8'´ | II/P   |
| Blockflöjt 2' | Kvint 2 2/3'      |            | II/I   |
| Mixtur III-IV | Principal 2'      |            |        |
|               | Ters 1 3/5'       |            |        |
|               | Regal 8'          |            |        |
|               | Tremolo           |            |        |
|               | Crescendosvällare |            |        |